# Brooklyn Bridge – City Hall / Chambers Street
Brooklyn Bridge – City Hall – stacja metra nowojorskiego, na linii 4, 5, 6, J i Z. Znajduje się w dzielnicy Manhattan, w Nowym Jorku i zlokalizowana jest pomiędzy stacjami Canal Street i Fulton Street. Została otwarta 27 października 1904.